# Géza Gulyás
Géza Gulyás (ur. 5 czerwca 1931 w Budapeszcie, zm. 14 sierpnia 2014) – węgierski piłkarz grający na pozycji bramkarza.

## Kariera klubowa
Swoją karierę piłkarską Gulyás rozpoczynał w klubie Ferencvárosi TC i w nim też zadebiutował w sezonie 1952 w pierwszej lidze węgierskiej. W 1958 roku zdobył z nim Puchar Węgier. W tym samym roku odszedł do klubu Láng Vasas, gdzie grał do końca swojej kariery, czyli do 1964 roku. W 1970 roku na krótko wznowił karierę i w sezonie 1970/1971 rozegrał 2 mecze w Ferencvárosi TC.

## Kariera reprezentacyjna
W 1954 roku Gulyás został powołany do reprezentacji Węgier na mistrzostwa świata w Szwajcarii, na których Węgry wywalczyły wicemistrzostwo świata. Na mundialu był rezerwowym bramkarzem i nie rozegrał żadnego spotkania. Ostatecznie nie zdołał zadebiutować w kadrze narodowej.